# تصويت (موسيقى)

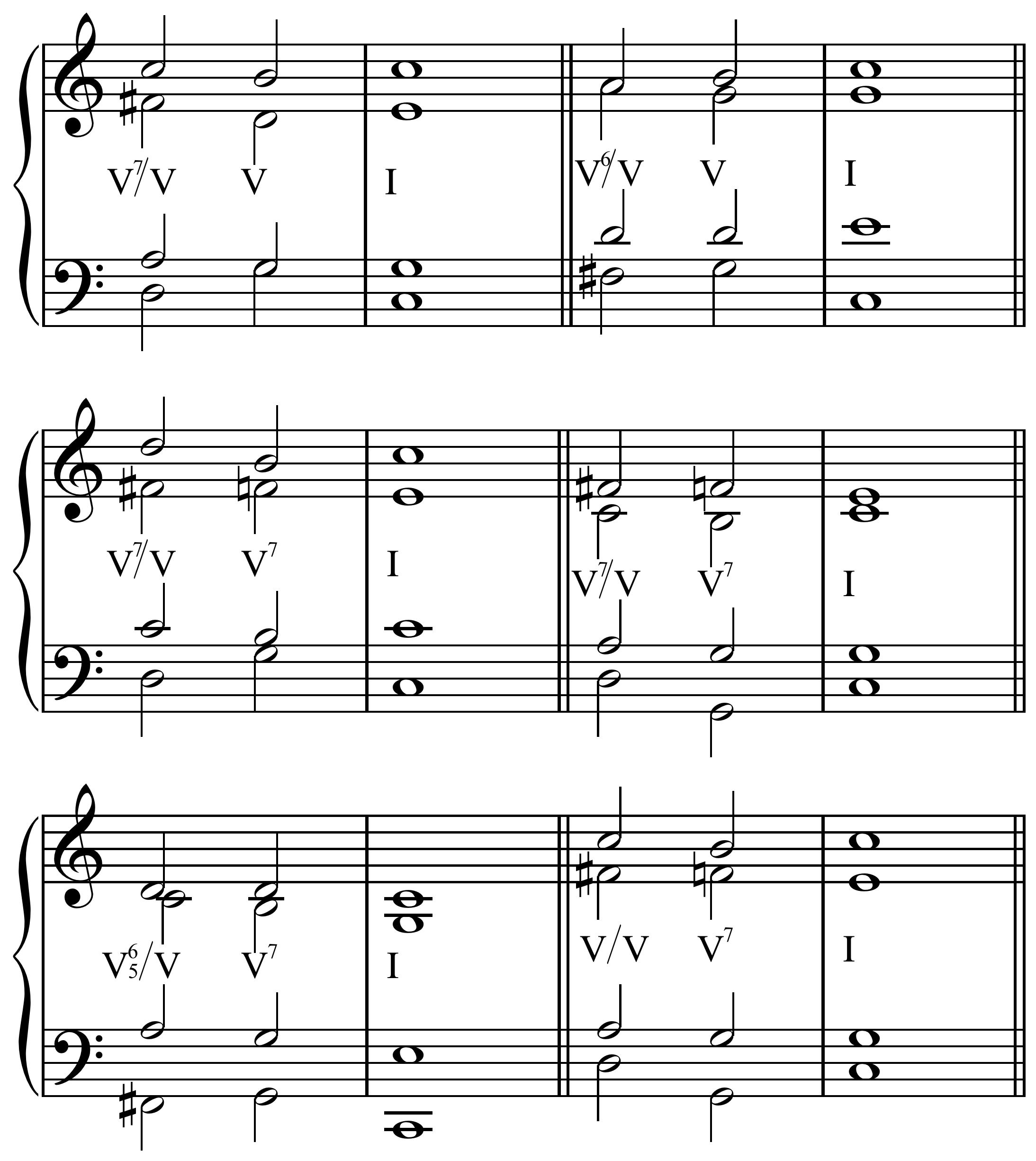
عدة تصويتات للتسلسل التآلفي V/V-V-I.
بدءا من أعلى اليسار إلى اليمين:
،
،
،
،
و

في نظرية الموسيقى، يشير التصويت (بالإنجليزية: voicing)‏ لمفهومين مختلفين لكنهما مرتبطان:
- كيف يقوم موسيقي أو مجموعة بتوزيع نوطات وكوردات على آلة موسيقية واحدة أو أكثر.
- التوطين العمودي المتزامن لعدة نوطات حسب علاقتها مع بعضها؛[6] ويتعلق هذا بمفهومي مضاعفة النوطات والمسافة بينها.

يتضمن التصويت توزيع الآلات باعتبار المسافات العمودية بينها، ترتيب النوطات في كورد باختيار النوطات التي توضع وسطها أو فوقها، والتي تضاعف، وفي أي أوكتاف يوجد كل منها، بالإضاقة إلى تحديد الآلات أو الأصوات التي تؤدي كل نوطة.